# Olešná, Pelhřimov
Olešná là một làng thuộc huyện Pelhřimov, vùng Vysočina, Cộng hòa Séc.